# Xã Rockford, Quận Pottawattamie, Iowa
Xã Rockford (tiếng Anh: Rockford Township) là một xã thuộc quận Pottawattamie, tiểu bang Iowa, Hoa Kỳ. Năm 2010, dân số của xã này là 632 người.